# Општина Бериу (Хунедоара)
Бериу (рум. Beriu) општина је у Румунији у округу Хунедоара.
Oпштина се налази на надморској висини од 325 m.